# پرونده‌ای برای مسیح
پرونده‌ای برای مسیح (به انگلیسی: The Case for Christ) فیلمی محصول سال ۲۰۱۷ و به کارگردانی جان گان است. در این فیلم بازیگرانی همچون مایک فوگل، اریکا کریستنسن، فرانکی فیزن، فی داناوی، رابرت فورستر، ال اسکات کالدول و ویلیام لین کریگ ایفای نقش کرده‌اند.